# Florent Willems

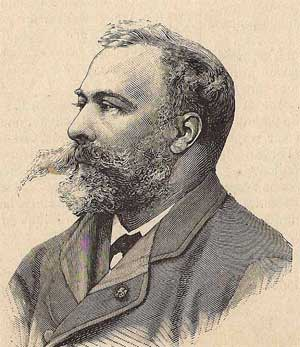
Florent Willems

Florent Joseph Marie Willems (* 8. Januar 1823 in Lüttich; † 23. Oktober 1905 in Paris-Neuilly) war ein belgischer Restaurator, Genre- und Bildnismaler.

## Leben
Willems zog mit seiner Familie 1832 nach Mechelen, wo er später auch an der Akademie studierte. Anschließend arbeitete er in Brüssel als Gemälderestaurator und Kopist und bildete sich dadurch nach alten niederländischen Meistern, insbesondere nach Gerard ter Borch, Caspar Netscher oder Gabriel Metsu zu einem Genremaler fort. Er legte großen Wert auf die Eleganz und auf die sorgsame Nachbildung der Stoffe, wie die Darstellung der weißen Roben aus Atlas, Brokat, Samt oder Seide. Seine Werke zeigen oftmals Personen in Kostümen des 16. und 17. Jahrhunderts. 1840 nahm er erstmals am Pariser Salon teil.
1844 ließ sich Willems in Paris nieder und stellte das Gemälde Den Besuch bei der Wöchnerin aus, das mit einer Medaille dritter Klasse prämiert wurde. Die Gemälde Das Stelldichein und Die Wasserfahrt wurden 1846 durch eine Medaille zweiter Klasse ausgezeichnet. Auch das Interieur Möbel, Teppiche, Vorhänge stellte er nach Art Ter Borchs dar. Er war Mitglied der Académie royale de Belgique. Der etwa gleichaltrige Alfred Stevens war einer seiner Schüler, dessen Arbeiten er beeinflusste.
Er war der Vater des Malers Charles Henri Willems (* um 1865), der bei Jean-Léon Gérôme an der École des Beaux-Arts in Paris studierte und Figuren, Porträts und Landschaften fertigte. Im Jahr 1913 ging er für sechs Monate in die Vereinigten Staaten, um dort ein Porträt der Frau von Henry Waters Taft (1859–1945), dem Bruder des ehemaligen Präsidenten der Vereinigten Staaten anzufertigen, den er zuvor bereit porträtiert hatte.

## Werke
- Der Besuch bei der Wöchnerin
- Ein Verkaufslokal
- 1850: Die Witwe (Musée d’Art Moderne, Brüssel)
- Der Besuch Marias von Medici bei Rubens
- Der Waffenschmied
- Die Toilette der Braut
- Die Vorstellung des Zukünftigen
- Die Unschuld
- Die Brautschmückung (im Museum zu Brüssel)
- Der Handkuss
- Der Verlobungsring

## Auszeichnungen (Auswahl)
- 1844: Medaille 3. Klasse (Paris)
- 1846: Medaille 2. Klasse (Paris)
- 1851: Ritterkreuz des belgischen Leopoldsordens
- 1853: Ritterkreuz der Ehrenlegion
- 1855, 1867, 1878: Medaille 1. Klasse (Paris)
- 1856: Offizierskreuz des belgischen Leopoldsordens
- 1860: Kommandeur des belgischen Leopoldsordens
- 1864: Offizierskreuz der Ehrenlegion
- 1878: Kommandeurkreuz der Ehrenlegion[3]
- 1878: Mitglied der Académie royale des Sciences, des Lettres et des Beaux-Arts de Belgique[4]